# 僧璨

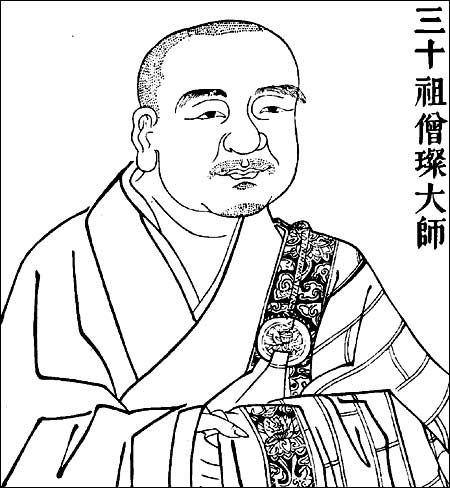

僧璨（そうさん、生年不詳（推定500年～505年頃） - 大業2年10月15日（606年11月20日））は、中国禅宗の三祖。「璨」とは、「美しい珠」、「光り輝く宝玉（宝石）」のことである。唐の玄宗により鑒智禅師の諡を賜った。

## 略歴
『五灯会元』の一つ、『景徳伝灯録』第三巻に「三祖僧璨大師悟道因縁」と呼ばれる物語が伝わっている。
東魏の天平2年（535年）に当時、居士で重い疾病を患っていた僧璨が第二祖慧可と相まみえ会話を交えた。そして、ついに悟りに至った。その後すぐに、光福寺で具足戒を受け、それ以後、彼の疾病はことごとく良くなり、ともに祖師（達磨）に二年間あまり仕えた、という物語である。
その悟道に至った日は、同年（535年）3月18日であった。
禅の第二祖慧可と第三祖僧璨に関わる記述は『続高僧伝』第21巻にある『唐蘄州双峰山釈道信伝』に、「すでに（伝）法を負っていることを聞き、それで いずことも知れぬ所から 向かい赴いて来た二僧が、舒州皖公山（安徽省安慶市潜山市）で修禅した」という趣旨の記述がある。
北斉の天保3年（552年）慧可は、僧璨に衣法を授けた。僧璨は、当時すでに40歳を超えていた。
（衣法：伝法の信を表す袈裟を与える事。禅では、師匠が弟子に対し、法を伝えた証に衣を授ける。伝衣は同時に伝法でもあることを意味する。）
以後、彼はすぐに舒州皖公山に隠居する。四度吹き荒れた三武一宗の法難の内の一つである、北周武帝（560年-578年）の廃仏政策の時代となり、司空山（安徽省安慶市岳西県）に隠居。居場所は常に定まっているという事は無かった。
そして、10年以上の年月に渡って、そのもとを訪れる者は無かった。
隋の開皇12年（592年）、14歳の沙弥道信は弟子入りに来て、言った。
- 道信「和尚様、何卒、慈悲たれ賜いて悟りへの法門をほどき与えたまへ。」
- 僧璨「誰があなたを縛ったか？」
- 道信「縛った人はいません。」
- 僧璨「では、今更 何を解くというのか？」

そこで道信は大悟した。
僧璨は道信に「妙法蓮華経」の“会三帰一”理論と仏法理論を伝授。このことが道信に与えた影響は極めて大きかった。
開皇13年（593年）、慧可入滅。道信の弟子入りとほとんど、入れ違いのことだった。
道信は、修禅の労に服すこと九年、後吉州にて受戒。僧璨は常に道信に玄々微妙たる禅の理、真髄を伝授し続けた。
時機成熟し以後、僧璨は道信に衣法。
その時、道信が読んだ偈は次の如きものであったことが今に伝わっている。「花の種、これ田地 田畑にて 瑞々しい若花を大地より生ずる。もし、種を蒔く者がいなければ、花々に満ちていた大地は（これから）生じることもなく尽きてしまう（仏法もまた同じで、いまこそ 法をひろめなければならない）。」
羅浮山（広東省恵州市博羅県）に布教。道信は僧璨の唯一の弟子で、僧璨は彼に厚い期待を預けた。
二年後、僧璨は、もとの舒州に帰着した。
多くの人々への説法後、大樹の下で言ったと言われる。
「生死のあり方は自由だ！（結跏趺坐して入滅される方も多い。しかし、私は今日立って歩み進むのだ！）」
樹枝に手をかけ、立ったまま僧璨は臨終を迎えた。それは、隋の煬帝の大業2年（606年）のことだった。
後の世、唐の玄宗は鑒智禅師の諡を贈った。

## 著作
- 『信心銘』(大正蔵 諸宗部 vol.48 信心銘:2010（僧璨作）SATデータベース/T2010_.48.0376b18 - T2010_.48.0377a11

)

## 伝記
僧璨の伝記としては、独孤及（? - 777年）が撰した「隋故鑒智禅師碑銘并序」が知られる。それより先、7世紀半ばに成立した道宣の『続高僧伝』では、法沖伝の文中に、慧可の弟子として璨禅師があったことが記され、また、弁義（541年 - 606年）の伝中にも、僧璨禅師が登場している（ただし、各書中「璨」もしくは「僧璨」という名の僧の専伝が立てられ多くの事が記された訳ではない）。
第四祖道信の師を僧璨とするのは、8世紀初期に成立した禅の灯史である『楞伽師資記』や『伝法宝紀』である。
「信心銘」の撰者を僧璨に擬するのは、百丈懐海（749年 - 814年）であり、それ以前には遡り得ない。時代が遡るほど、僧璨に関する伝記と呼べるようなものは少なくなる。
「菩提達磨を東伝の初祖とし、慧可を経て「東山法門」の人々に受け継がれた」とする禅の正系を強く結びつける上でも重要視されるのが、第三祖僧璨である。

## 参考資料
- 1982年杭州出土の煉瓦に刻まれた文字“大隋開皇十二年七月僧璨大師隠化於舒之皖公山岫　結塔供養　道信為記”
- 信心銘（松門寺）
- 松田文雄『信心銘について』印度學佛教學研究 1966年 14巻 2号 p.707-710